# Malbouhans
Malbouhans is een gemeente in het Franse departement Haute-Saône (regio Bourgogne-Franche-Comté) en telt 376 inwoners (2011). De plaats maakt deel uit van het arrondissement Lure.

## Geografie
De oppervlakte van Malbouhans bedraagt 7,7 km², de bevolkingsdichtheid is 48,8 inwoners per km².
De onderstaande kaart toont de ligging van Malbouhans met de belangrijkste infrastructuur en aangrenzende gemeenten.

## Demografie
Onderstaande figuur toont het verloop van het inwonertal (bron: INSEE-tellingen).